# هير (ماهلية)

تعديل مصدري - تعديل

هير هي إحدى قرى عزلة القرش ال احمد بمديرية ماهلية التابعة لمحافظة مأرب، بلغ تعداد سكانها 141 نسمة حسب تعداد اليمن لعام 2004.